# Bel Air (hrabstwo Allegany)
Bel Air – jednostka osadnicza w Stanach Zjednoczonych, w stanie Maryland, w hrabstwie Allegany.